# Бойня у деревни Шенонь
Бо́йня у деревни Шено́нь (англ. Chenogne massacre) — военное преступление, совершённое военнослужащими США 1 января 1945 года в деревне Шенонь в бельгийской провинции в ходе Арденнского наступления.
Несколько десятков немецких военнопленных были расстреляны американскими военнослужащими предположительно в отместку за бойню у Мальмеди 17 декабря 1944 года, когда представители Ваффен СС расстреляли американских военнопленных. Информация о событиях у Мальмеди быстро распространилась среди американских войск и вызвала возмущение и гнев. Известен по крайней мере один приказ по американским войскам: «Не брать пленных эсэсовцев или парашютистов, стрелять их, как только заметите» (англ. «No SS troops or paratroopers will be taken prisoners but will be shot on sight.»).
Среди жертв — примерно 21 солдат Вермахта, большинство из которых ранее были ранены в боях, и военные медики со знаками Красного Креста, расстрелянные на ферме семьи Бернотт, тела которых были пересчитаны мэром общины. Другие жертвы — от 50 до 60 уже разоруженных солдат Вермахта, расстрелянные на улице за деревней, эти неточные цифры основаны на заявлениях очевидцев трагедии. Имена офицеров, отдававших приказы, также как имена стрелявших и их жертв, не сохранились.